# Pontiacq-Viellepinte
Pour les articles homonymes, voir Pontiacq et Viellepinte.
Pontiacq-Viellepinte (en béarnais Pontiac-Vièlapinta ou Pountiac-Bièlepinte) est une commune française, située dans le département des Pyrénées-Atlantiques en région Nouvelle-Aquitaine.
Le gentilé est Pontiacquais.

## Géographie

### Localisation
La commune de Pontiacq-Viellepinte se trouve dans le département des Pyrénées-Atlantiques, en région Nouvelle-Aquitaine.
Elle se situe à 34 km par la route de Pau, préfecture du département, et à 21 km de Morlaàs, bureau centralisateur du canton du Pays de Morlaàs et du Montanérès dont dépend la commune depuis 2015 pour les élections départementales.
La commune fait en outre partie du bassin de vie de Vic-en-Bigorre.
Les communes les plus proches sont : 
Escaunets (2,7 km), Maure (2,9 km), Lamayou (3,1 km), Casteide-Doat (3,4 km), Ponson-Debat-Pouts (3,6 km), Villenave-près-Béarn (3,6 km), Bentayou-Sérée (3,8 km), Montaner (3,9 km).
Sur le plan historique et culturel, Pontiacq-Viellepinte fait partie de la province du Béarn, qui fut également un État et qui présente une unité historique et culturelle à laquelle s’oppose une diversité frappante de paysages au relief tourmenté.

### Communes limitrophes
Les communes limitrophes sont  Bentayou-Sérée, Casteide-Doat, Escaunets, Lamayou, Maure et Montaner.
| Bentayou-Sérée              | Lamayou              |                                    |
| Maure                       | Pontiacq-Viellepinte | Casteide-Doat (par un quadripoint) |
| Escaunets (Hautes-Pyrénées) |                      | Montaner                           |

### Hydrographie

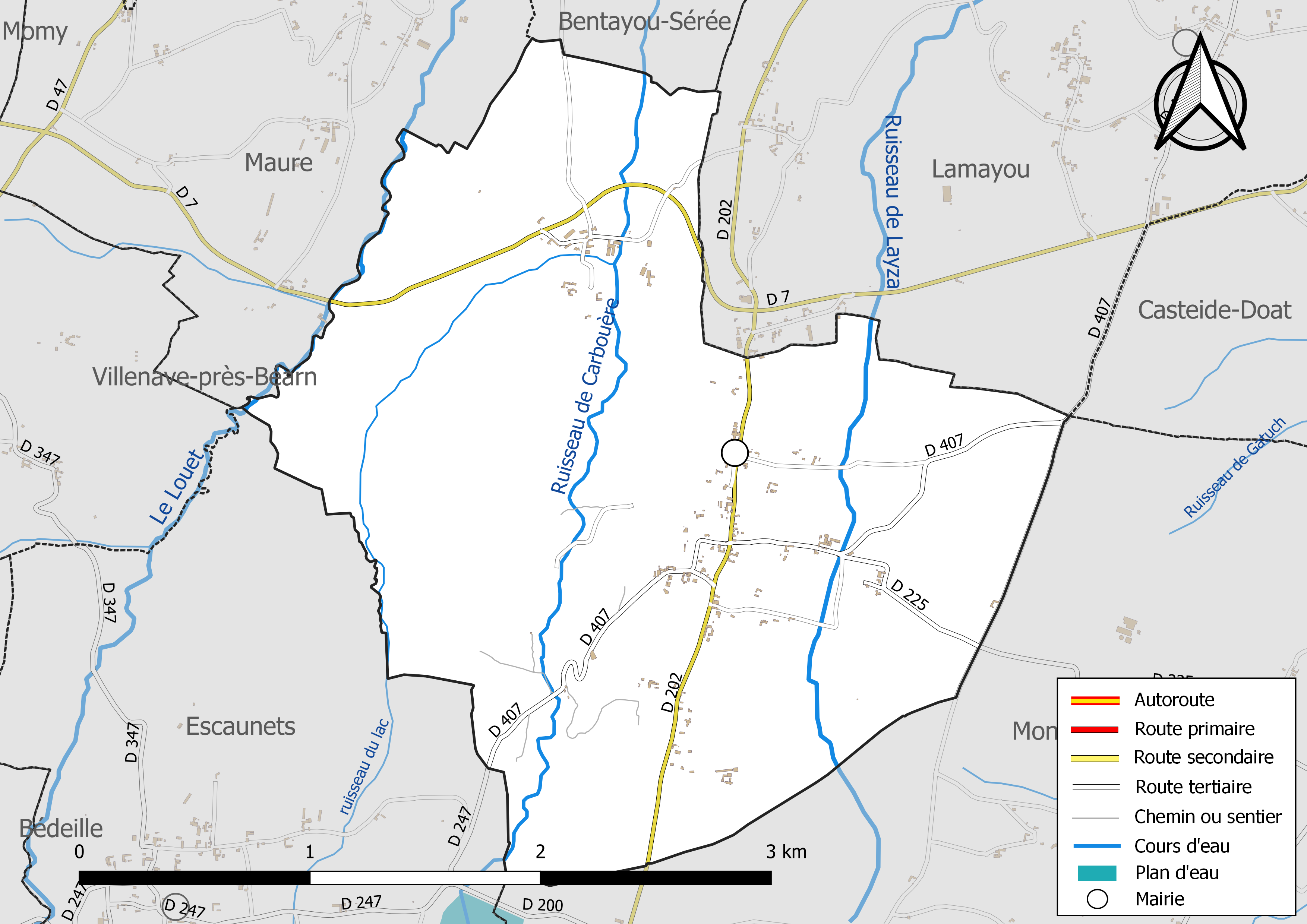
Réseaux hydrographique et routier de Pontiacq-Viellepinte.

La commune est drainée par le Louet, le ruisseau de Layza ou Ayza, le ruisseau de Carbouère, le ruisseau du Lac, et par un petit cours d'eau, constituant un réseau hydrographique de 9 km de longueur totale,.
Le Louet, d'une longueur totale de 44,3 km, prend sa source dans la commune de Gardères et s'écoule du sud vers le nord. Il traverse la commune et se jette dans l'Adour à Castelnau-Rivière-Basse, après avoir traversé 22 communes.
L’Ayza, d'une longueur totale de 27,5 km, prend sa source dans la commune de Montaner et s'écoule du sud vers le nord. Il traverse la commune et se jette dans le Louet à Hères, après avoir traversé 13 communes.
Le Carbouère, d'une longueur totale de 17,3 km, prend sa source dans la commune de Ger et s'écoule du sud vers le nord. Il traverse la commune et se jette dans le Louet à Bentayou-Sérée, après avoir traversé 10 communes.

### Climat
Pour des articles plus généraux, voir Climat de la Nouvelle-Aquitaine et Climat des Pyrénées-Atlantiques.
Historiquement, la commune est exposée à un climat de montagne.  
En 2020, Météo-France publie une typologie des climats de la France métropolitaine dans laquelle la commune est toujours exposée à un climat de montagne et est dans la région climatique Pyrénées atlantiques, caractérisée par une pluviométrie élevée (>1 200 mm/an) en toutes saisons, des hivers très doux (7,5 °C en plaine) et des vents faibles.
Pour la période 1971-2000, la température annuelle moyenne est de 12,4 °C, avec une amplitude thermique annuelle de 14,4 °C. Le cumul annuel moyen de précipitations est de 1 126 mm, avec 11 jours de précipitations en janvier et 8,3 jours en juillet. Pour la période 1991-2020, la température moyenne annuelle observée sur la station météorologique la plus proche, située sur la commune de Vic-en-Bigorre à 9 km à vol d'oiseau, est de 13,1 °C et le cumul annuel moyen de précipitations est de 937,3 mm,. Pour l'avenir, les paramètres climatiques de la commune estimés pour 2050 selon différents scénarios d'émission de gaz à effet de serre sont consultables sur un site dédié publié par Météo-France en novembre 2022.

### Milieux naturels et biodiversité
L’inventaire des zones naturelles d'intérêt écologique, faunistique et floristique (ZNIEFF) a pour objectif de réaliser une couverture des zones les plus intéressantes sur le plan écologique, essentiellement dans la perspective d’améliorer la connaissance du patrimoine naturel national et de fournir aux différents décideurs un outil d’aide à la prise en compte de l’environnement dans l’aménagement du territoire.
Une ZNIEFF de type 1 est recensée sur la commune, : 
le « lac du Louet et ruisseau de Louet Daban en amont » (152,56 ha), couvrant 6 communes dont 4 dans les Pyrénées-Atlantiques et 2 dans les Hautes-Pyrénées.

## Urbanisme

### Typologie
Au 1er janvier 2024, Pontiacq-Viellepinte est catégorisée commune rurale à habitat très dispersé, selon la nouvelle grille communale de densité à sept niveaux définie par l'Insee en 2022.
Elle est située hors unité urbaine. Par ailleurs la commune fait partie de l'aire d'attraction de Pau, dont elle est une commune de la couronne,. Cette aire, qui regroupe 227 communes, est catégorisée dans les aires de 200 000 à moins de 700 000 habitants,.

### Occupation des sols

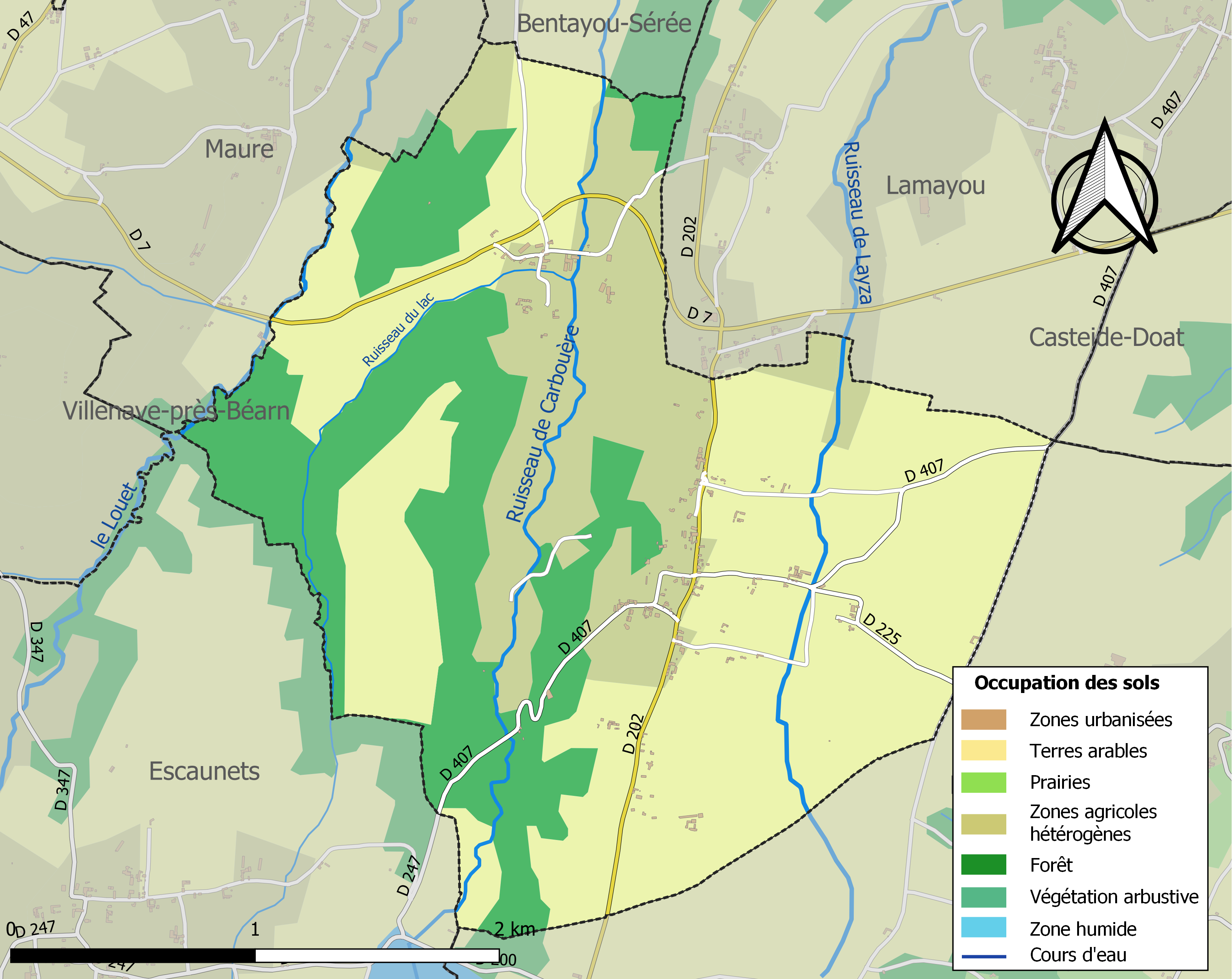
Carte des infrastructures et de l'occupation des sols de la commune en 2018 (CLC).

L'occupation des sols de la commune, telle qu'elle ressort de la base de données européenne d’occupation biophysique des sols Corine Land Cover (CLC), est marquée par l'importance des territoires agricoles (74,7 % en 2018), en augmentation par rapport à 1990 (73,7 %). La répartition détaillée en 2018 est la suivante : 
terres arables (52,4 %), forêts (25,3 %), zones agricoles hétérogènes (22,3 %). L'évolution de l’occupation des sols de la commune et de ses infrastructures peut être observée sur les différentes représentations cartographiques du territoire : la carte de Cassini (XVIIIe siècle), la carte d'état-major (1820-1866) et les cartes ou photos aériennes de l'IGN pour la période actuelle (1950 à aujourd'hui).

### Lieux-dits et hameaux
- Benquet ;
- le Bois ;
- Église ;
- Lascoures ;
- Pontiacq ;
- Viellepinte ;
- le Village.

### Voies de communication et transports
La commune est desservie par les routes départementales 7, 202, 225 et 407.

### Risques majeurs
Le territoire de la commune de Pontiacq-Viellepinte est vulnérable à différents aléas naturels : météorologiques (tempête, orage, neige, grand froid, canicule ou sécheresse), inondations et séisme (sismicité modérée). Il est également exposé à un risque technologique, la rupture d'un barrage. Un site publié par le BRGM permet d'évaluer simplement et rapidement les risques d'un bien localisé soit par son adresse soit par le numéro de sa parcelle.

#### Risques naturels
Certaines parties du territoire communal sont susceptibles d’être affectées par le risque d’inondation par une crue à  débordement lent de cours d'eau, notamment le ruisseau de Carbouère, le Louet et le ruisseau de Layza. La commune a été reconnue en état de catastrophe naturelle au titre des dommages causés par les inondations et coulées de boue survenues en 1982, 2009 et 2018,.

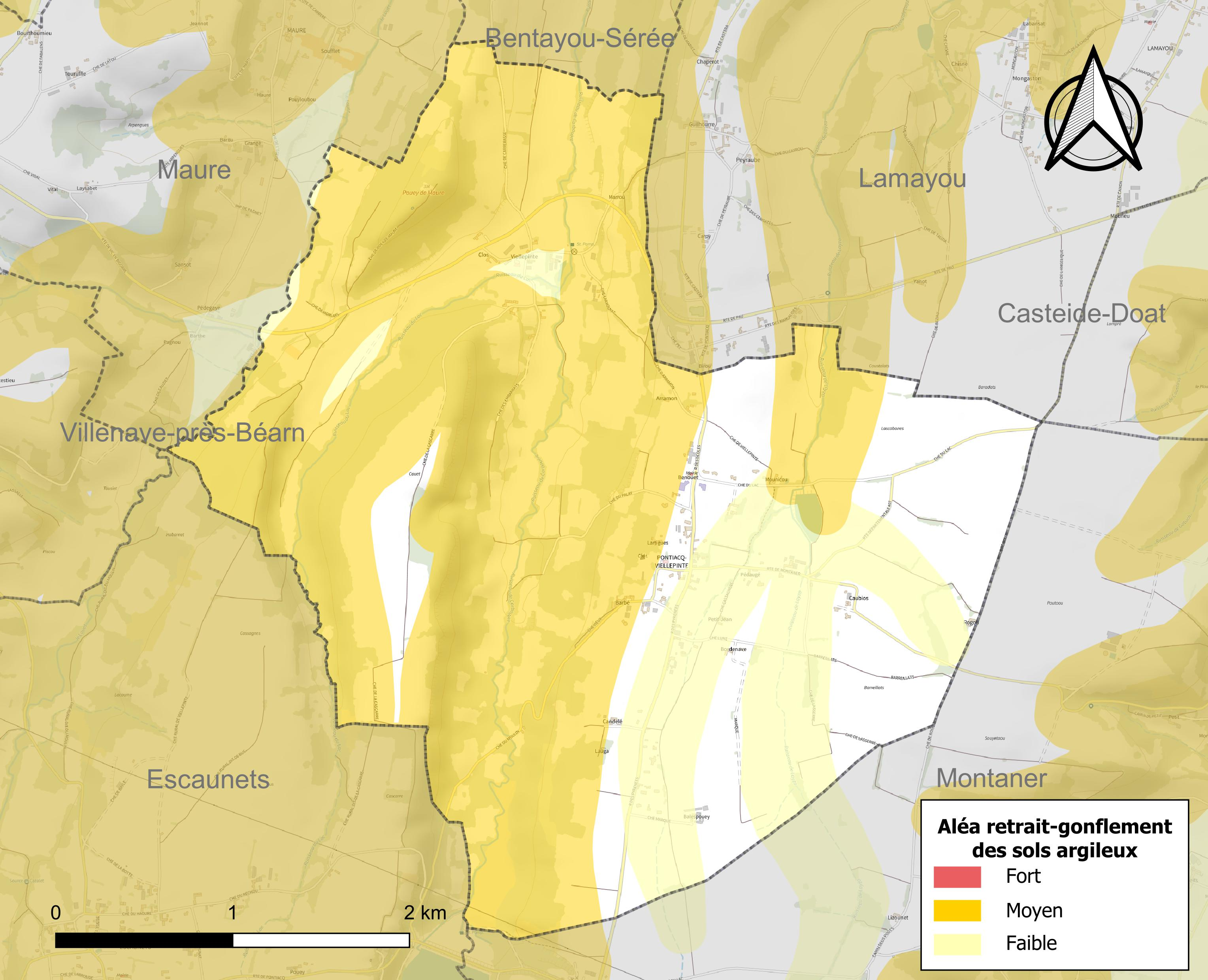
Carte des zones d'aléa retrait-gonflement des sols argileux de Pontiacq-Viellepinte.

Le retrait-gonflement des sols argileux est susceptible d'engendrer des dommages importants aux bâtiments en cas d’alternance de périodes de sécheresse et de pluie. 64,4 % de la superficie communale est en aléa moyen ou fort (59 % au niveau départemental et 48,5 % au niveau national). Depuis le 1er octobre 2020, en application de la loi ELAN, différentes contraintes s'imposent aux vendeurs, maîtres d'ouvrages ou constructeurs de biens situés dans une zone classée en aléa moyen ou fort,.

#### Risque technologique
La commune est en outre située en aval de barrages de classe A. À ce titre elle est susceptible d’être touchée par l’onde de submersion consécutive à la rupture de cet ouvrage.

## Toponymie
Le toponyme Pontiacq apparaît sous les formes Ponteac en 1385 (censier de Béarn) et 
Pontiac (1801, Bulletin des lois).
Le toponyme Viellepinte, ancienne commune de Pontiacq, apparaît sous les formes Villa-Picta (1270, cartulaire du château de Pau), Biela-Pinte (1429, censier de Bigorre), Vielapinta (1549, réformation de Béarn), Bielepinte (1737, dénombrement de Maure) et Vielle-Pinte (1801, Bulletin des lois).
Son nom béarnais est Pontiac-Vièlapinta ou Pountiac-Bièlepinte.

## Histoire
Paul Raymond note qu'en 1385 Pontiacq comptait dix feux et Viellepinte quatorze. Pontiacq dépendait du bailliage de Montaner et Viellepinte de celui de Morlaàs.
Viellepinte s'est unie à Pontiacq le 25 juin 1844.

## Politique et administration
| Période                                  | Période  | Identité     | Étiquette | Qualité |
| ---------------------------------------- | -------- | ------------ | --------- | ------- |
| Les données manquantes sont à compléter. |          |              |           |         |
| 1995                                     | En cours | Jean Caubios |           |         |

### Intercommunalité
Pontiacq-Viellepinte fait partie de cinq structures intercommunales :
- le SIVOM du canton de Montaner ;
- le syndicat d'énergie des Pyrénées-Atlantiques ;
- le syndicat intercommunal à vocation scolaire du Palay ;
- le syndicat intercommunal d'alimentation en eau potable (SIAEP) du Vic-Bilh Montanérès ;
- le syndicat intercommunal de Pontiacq-Viellepinte - Lamayou.

La commune accueille le siège  du syndicat intercommunal à vocation scolaire du Palay.

## Population et société

### Démographie
L'évolution du nombre d'habitants est connue à travers les recensements de la population effectués dans la commune depuis 1793. Pour les communes de moins de 10 000 habitants, une enquête de recensement portant sur toute la population est réalisée tous les cinq ans, les populations de référence des années intermédiaires étant quant à elles estimées par interpolation ou extrapolation. Pour la commune, le premier recensement exhaustif entrant dans le cadre du nouveau dispositif a été réalisé en 2007.

En 2022, la commune comptait 176 habitants, en évolution de −1,68 % par rapport à 2016 (Pyrénées-Atlantiques : +3,78 %, France hors Mayotte : +2,11 %).
| 1793 | 1800 | 1806 | 1821 | 1831 | 1836 | 1841 | 1846 | 1851 |
| ---- | ---- | ---- | ---- | ---- | ---- | ---- | ---- | ---- |
| 188  | 159  | 339  | 208  | 226  | 221  | 387  | 367  | 355  |

| 1856 | 1861 | 1866 | 1872 | 1876 | 1881 | 1886 | 1891 | 1896 |
| ---- | ---- | ---- | ---- | ---- | ---- | ---- | ---- | ---- |
| 349  | 350  | 330  | 307  | 309  | 304  | 297  | 286  | 279  |

| 1901 | 1906 | 1911 | 1921 | 1926 | 1931 | 1936 | 1946 | 1954 |
| ---- | ---- | ---- | ---- | ---- | ---- | ---- | ---- | ---- |
| 266  | 247  | 242  | 222  | 207  | 214  | 206  | 175  | 174  |

| 1962 | 1968 | 1975 | 1982 | 1990 | 1999 | 2006 | 2007 | 2012 |
| ---- | ---- | ---- | ---- | ---- | ---- | ---- | ---- | ---- |
| 152  | 140  | 127  | 116  | 131  | 110  | 117  | 118  | 162  |

| 2017 | 2022 | - | - | - | - | - | - | - |
| ---- | ---- | - | - | - | - | - | - | - |
| 184  | 176  | - | - | - | - | - | - | - |

## Culture locale et patrimoine

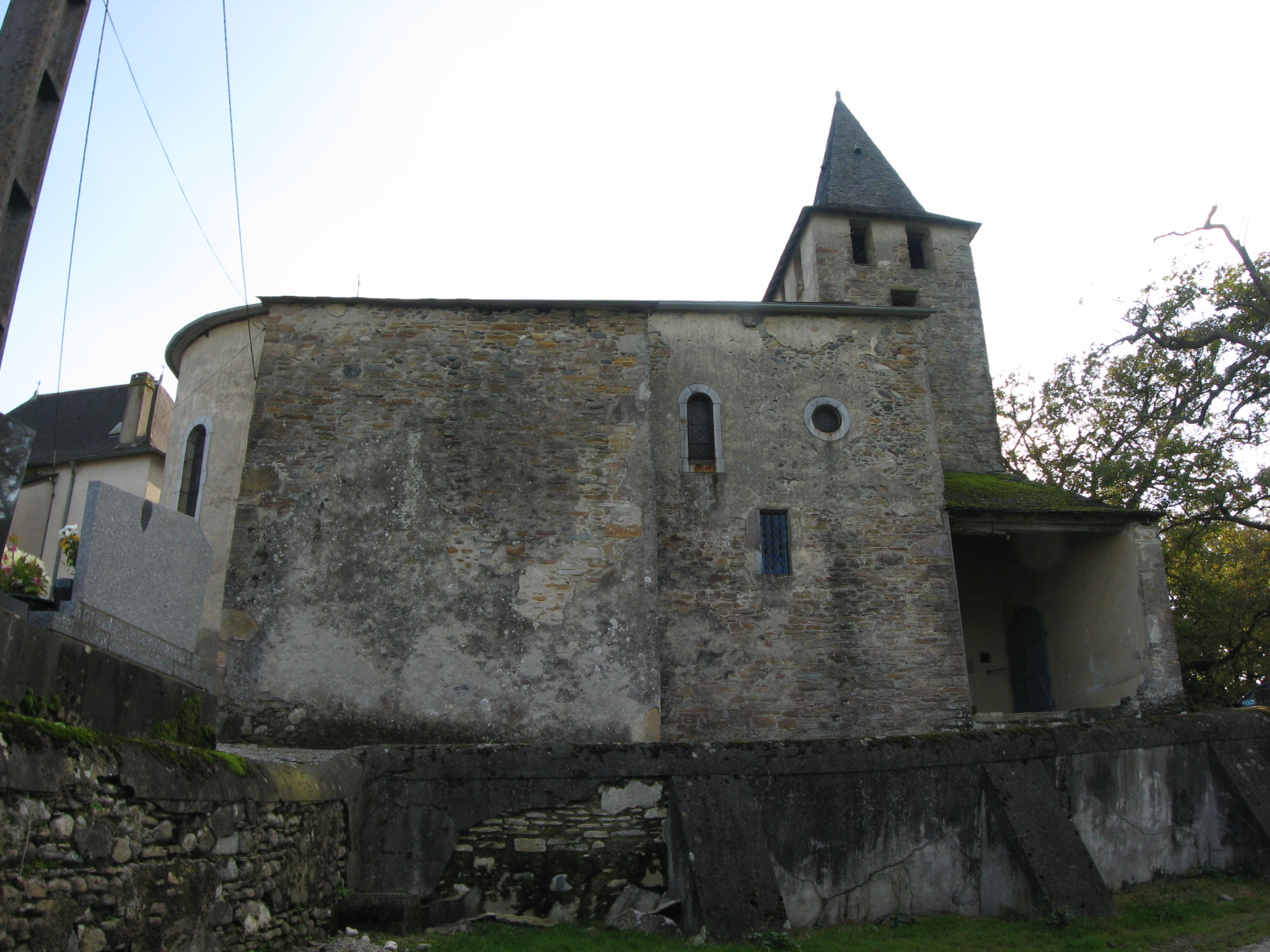
L'église, vue latérale.

### Patrimoine civil
À Viellepinte, la ferme dite maison Gachie fut construite en 1809. La ferme Clos est quant à elle un édifice du XVIe siècle remanié au XVIIIe siècle.
Le château de Minvielle, à Pontiacq, date du XIXe siècle.

### Patrimoine religieux
La chapelle de Peyraube possède des peintures monumentales des XVe et XVIe siècles.
L'église Saint-Paul de Viellepinte date partiellement du XVIe siècle. À Pontiacq, l'église Saint-Pierre est un édifice du XVIIe siècle restauré en 1744, puis aux siècles suivants. Ces deux églises recèlent du mobilier,, des statues, et des objets, inscrits à l'inventaire général du patrimoine culturel.

## Équipements
Éducation
Pontiacq-Viellepinte dispose d'une école primaire.
Sports et équipements sportifs
Une association, l'ASCPL, organise tous les ans un tournoi de pelote basque (160 équipes), ainsi que diverses activités.